# Sonderkommando Hydra
Das Sonderkommando Hydra, auch 1. Hydra-Flottille genannt, war ein kurz vor Ende des Zweiten Weltkrieges aufgestellter Sonderverband der deutschen Kriegsmarine.
Der Verband war den Kleinkampfverbänden der Kriegsmarine zugeordnet und bestand aus einer Flottille von 39 Kleinstschnellbooten Hydra, die nach der mythologischen Schlange Hydra benannt waren. Im Frühjahr 1945 war die Flottille gefechtsklar, kam jedoch aufgrund der sich überschlagenden Ereignisse nicht mehr zum Einsatz. Ihre Einheiten kapitulierten am 8. Mai 1945 in Glücksburg in der Flensburger Förde.